# Evacuación de Tallin
La evacuación de Tallin (en ruso: Таллинский переход) fue una operación de la Armada Soviética para evacuar las principales fuerzas de la Flota del Báltico bajo el mando del Vicealmirante Vladímir Tríbuts y las tropas del 10.º Cuerpo de Fusileros de Tallin a Kronstadt a finales de agosto de 1941.
En el curso de la evacuación, 225 barcos y embarcaciones de todo tipo, salieron de Tallin (incluidos 151 barcos de guerra, 54 barcos auxiliares y 20 transportes). 163 de ellos llegaron a Kronstadt (132 buques de guerra, 29 buques auxiliares, 2 transportes), así como un número indeterminado de buques civiles de bajo tonelaje y pequeñas embarcaciones no subordinadas directamente al Consejo Militar de la Flota. Durante la travesía, fueron destruidos 62 barcos y embarcaciones (19 barcos de guerra, 25 barcos auxiliares y 18 transportes).

## Antecedentes
Al comienzo de la Operación Barbarroja, Tallin era la base principal de la Flota del Báltico. Sin embargo, la ciudad no estaba preparada para rechazar un ataque ni por tierra ni por mar, ya que al estar lejos de la frontera, el mando soviético no esperaba la aparición de un enemigo. Sin embargo, el 9 de julio, las unidades de avanzada del Grupo de Ejércitos Norte irrumpieron en Maramaa, a solo 60 kilómetros al sur de Tallin. Para el 15 de julio, fue posible detener la ofensiva alemana e incluso hacer retroceder a sus unidades de avanzada a Pärnu, sin embargo, la amenaza a Tallin continuaba muy presente.
El 23 de julio, después de reagruparse, las tropas alemanas reanudaron su ofensiva, atravesaron el frente y avanzaron hacia el golfo de Finlandia. El 5 de agosto, cortaron el ferrocarril entre Tallin y Leningrado, y el 7 de agosto, las tropas alemanas llegaron a la bahía en la región de Kunda, aislando a las tropas soviéticas en el área de Tallin de las principales fuerzas del Frente Norte soviético. La defensa de Tallin comenzó el 5 de agosto. La ciudad era defendida por el 10.º Cuerpo de Fusileros, numerosas pequeñas unidades dispersas, destacamentos formados de marineros navales, fuerzas de la NKVD y la milicia popular apresuradamente reunida.
La cuestión de la evacuación de la flota y el equipo industrial de Tallin fue planteada por el mando de la Flota del Báltico desde principios de julio de 1941, pero el comandante en jefe el mariscal Kliment Voroshílov y el comisario del pueblo para la Marina el almirante Nikolái Kuznetsov rechazaron la propuesta. Además, se pidió a los defensores de Tallin que realizaran contraataques a las tropas enemigas. Lo que da una idea de la incapacidad del Alto Mando para evaluar objetivamente la situación en el frente en ese momento.
El permiso para evacuar la flota no se recibió hasta el 26 de agosto, cuando la artillería alemana ya estaba disparando contra los barcos soviéticos en el puerto de Tallin. De hecho, el mando de la flota comenzó a prepararse para la evacuación antes, el 24 de agosto (ese día los primeros barcos con los evacuados partieron de Tallin), lo que también fue una decisión tardía.
El Alto Mando alemán, por su parte, buscó cumplir con la directiva n° 33 de Hitler «para evitar la carga de tropas soviéticas en Estonia en barcos y un avance ... en dirección a Leningrado». Para este propósito, se desplegó diecisiete batallones de artillería costera en la costa sur del golfo de Finlandia a lo largo de la ruta del paso de la Flota del Báltico de Tallin a Leningrado, además ya había dos baterías costeras finlandesas estacionadas en la costa norte del golfo. 
En el golfo de Finlandia, las fuerzas de la Kriegsmarine y la Armada Finlandesa instalaron apresuradamente 36 campos de minas (777 minas alemanas y 1261 finlandesas, y 796 dispositivos anti-barrido de minas alemanes) en julio-agosto de 1941. De estos obstáculos, al comienzo del cruce, solo se descubrieron 16 (pero no se establecieron los límites exactos). 110 aviones alemanes y 10 finlandeses se desplegaron apresuradamente en los aeródromos de Estonia, la marina finlandesa reunió su segunda flotilla de lanchas torpederas a motor con las lanchas patrulleras VMV9, VMV10, VMV11 y VMV17. Al mismo tiempo, La 3.º Schnellbootflottille alemana con las lanchas torpederas S-26, S-27, S-39, S-40 y S-101 se concentró en Suomenlinna en las afueras de Helsinki.

## Fuerzas en combate

### Unión Soviética
Se suponía que la evacuación de la flota se haría en el siguiente orden: un destacamento de las fuerzas principales, un destacamento de cobertura, una retaguardia y cuatro convoyes. 
- El destacamento de las fuerzas principales se encargaría de cubrir el primer y segundo convoyes desde el cabo Juminda hasta la isla Gogland.
- El Escuadrón de cobertura se encargaría de proteger el segundo y tercer convoyes desde la isla Keri hasta la isla Vindlo.
- El destacamento de retaguardia debía cubrir el tercer y cuarto convoyes desde la retaguardia.

Los cuatro convoyes incluían 107 barcos y embarcaciones, 62 barcos de escolta y otros 51 barcos y embarcaciones que participaron en la evacuación no fueron incluidos oficialmente en ningún convoy. En el transcurso de la operación, los barcos fueron trasladados de un convoy a otro, tanto por orden como sin autorización. En total, 225 barcos y embarcaciones salieron de Tallin durante la evacuación el 28 de agosto de 1941.
Además, se formó un destacamento de apoyo a partir de las fuerzas de la base de Kronstadt bajo el mando del capitán de segundo rango (capitán de fragata) I.G Svyatov, que constaba de doce dragaminas, cuatro barcos patrulleros, seis lanchas torpederas, ocho cazasubmarinos, dos remolcadores, cuatro lanchas motoras, dos botes y un barco de rescate desplegado en la isla de Gogland, con la tarea de cubrir los convoyes y barcos en la etapa final, proporcionar orientación sobre el campo minado frente a la base y brindar asistencia a los barcos en peligro. Estos barcos no participaron directamente en la evacuación.

### Fuerzas de la Luftwaffe

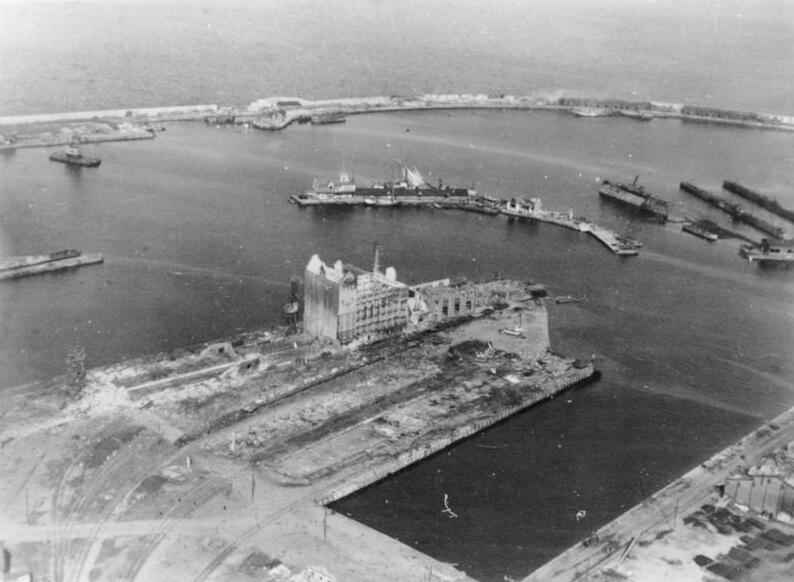
El puerto de Tallin el 1 de septiembre de 1941 después de haber sido tomado por los alemanes

Según el plan Barbarroja, la 1ª Flota Aérea de la Luftwaffe operaba en el sector de Leningrado con el 1.er Cuerpo Aéreo adscrito a ella. A partir de estas fuerzas, se formó un comando separado "Ostsee" (comandanteː Oberst Wolfgang von Wild), la tarea principal de este comando era actuar contra la navegación soviética en el Báltico. Al comienzo de la invasión de la URSS, el comando consistía en:
- 806.º Grupo Aéreo de Bombarderos Marítimos Küstenfliegergruppe 806 (KGr.806), Ju-88A, comandanteː Oberstleutnant Hans Emig.
- 1.er Escuadrón del Grupo de Entrenamiento de Combate del 54.º Escuadrón de Cazas "Grünherz" (Erg.Gr./JG54); Bf-109E, comandanteː Oberstleutnant Eggers.
- 125.º Grupo de Reconocimiento Naval (Aufkl.Gr. 125); hidroaviones Не-114, Не-60 y Аг-95А, comandanteː Oberstleutnant Gerhard Kolbe.
- 9.º Escuadrón Naval de Búsqueda y Rescate (9.Seenot-staffel); Do-23 y Не-59В.

En agosto-octubre de 1941, el KGr.806 tenía su base en Riga. Fueron las fuerzas del comando «Ostsee» las que causaron los principales daños a los barcos que cruzaban Tallin-Leningrado

## Evacuación

### Retirada de las tropas y embarque

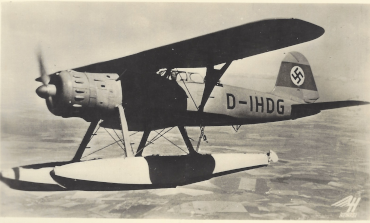
Hidroavión Heinkel He114 D-IHDG utilizado por la Lutfwaffe para atacar a los buques que evacuaban Tallin

A las 11ː18h del 27 de agosto, cuando las tropas alemanas se abrían paso por el centro de la ciudad, el comandante de la flota, el almirante Vladímir Tríbuts, dio la orden de iniciar la retirada de las tropas y naves de abordaje, dos horas más tarde, las tropas comenzaron a reagruparse para la retirada. A las 16ː00h, se procedió al embarque de las instituciones navales, heridos y de algunas tropas del 10.º Cuerpo de Fusileros.
Así mismo se procedió a cargar equipo militar y la propiedad más valiosa. Las reservas de oro y los miembros del gobierno de la República Socialista Soviética de Estonia se cargaron en el crucero Kirov. La retirada y el embarque de las tropas estaban cubiertos por la artillería costera y la Flota del Báltico. Los alemanes, a su vez, llevaron a cabo un intenso fuego de artillería sobre la ciudad y el puerto y llevó ataques aéreos en grupos de 5-9 aviones. A las 18ː00h, los equipos de demolición comenzaron a destruir las instalaciones y el material de la base. Vagones de ferrocarril (más de mil) fueron lanzados al mar enfrente del faro Pakri, los vehículos con municiones explotaron, sobre las 21ː00h el arsenal de la base fue destruido.
La fuerza principal que defendía la ciudad comenzó a embarcar en las naves aproximadamente a las 22:00h, la operación se prolongó hasta la madrugada del 28 de agosto. En muchos casos, no existía registro. Después de haber aceptado el personal y el equipo, se tomaron los vasos de la rada a la zona de formación de convoy por remolcadores. Hubo desorganización, la no llegada de los barcos en los lugares indicados para que embarcara la tropa provocó que muchos soldados y cargamento se embarcaran en otras naves a las inicialmente designadas, lo que provocó que muchas naves fueran muy sobrecargadas. El «Plan para el embarque de personas en los barcos» desarrollado por el mando de la flota no se siguió. Algunos de los combatientes, que no pudieron embarcar desde la orilla a las naves, acudieron a las radas de los barcos y allí embarcaron.
Los barcos llevaban a bordo de 20 a 27 mil personas, incluyendo civiles. Según las estimaciones del historiador ruso R.A.Zubkov, las naves embarcaban: 28,573 combatientes (personal de las tripulaciones de los buques y servicios costeros de la flota - 19.903 soldados, del 10.º Cuerpo de Fusileros - 8670 personas), así como 12.806 civiles (en su número de 1179 miembros de la tripulación de los buques civiles) y 613 empleados civiles de la flota. Total: 41.992 personas.

### 28 de agosto

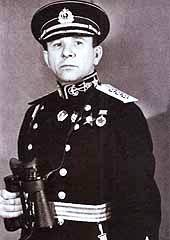
Almirante Vladímir Tríbuts comandante de la Flota del Báltico y principal organizador de la evacuación de Tallin

Debido al fuerte oleaje, los dragaminas no pudieron limpiar los numerosos campos de minas que habían sido marcados. Debido a esto, se dio la orden de fondear frente a las islas de Naissaar y Aegna, en lugar del inicio previsto de salida del primer convoy a las 22:00h. Debido al aplazamiento de la salida, el cruce del campo minado de Juminda se realizó de noche, y no durante el día, como estaba previsto inicialmente.
A las 11:35h del 28 de agosto de 1941, se dio la orden de levar anclas y comenzar a moverse. Los dragaminas empezaron a buscar minas y alrededor de las 2 de la tarde empezaron a salir los convoyes de Tallin. El destacamento de las fuerzas principales comenzó a moverse a las 17 horas. La velocidad de los convoyes fue determinada por la velocidad de los dragaminas de movimiento lento, algo más de seis nudos. Los destacamentos de las fuerzas principales y la cobertura, cada uno detrás de cinco dragaminas, se movieron a una velocidad de entre diez y doce nudos. Dos o tres horas después de partir, los destacamentos se estiraron en una línea de más de quince millas. El segundo convoy avanzó paralelo a la fuerza principal, un poco más al norte.
Casi inmediatamente después de salir de Tallin, comenzó la búsqueda y detonación de minas marinas por parte de los dragaminas. La artillería costera enemiga abrió fuego contra los barcos y transportes varias veces (sin éxito). Aproximadamente a las 19ː50h, el convoy número dos fue atacado por cinco buques torpederos, que fueron ahuyentados por fuego de artillería, lo que les impidió alcanzar la distancia óptima para lanzar sus torpedos. Antes del anochecer, aviones enemigos realizaron varios ataques y hundieron cuatro barcos, varios más resultaron dañados. En la zona de la isla de Mohni a las 18:30h, el rompehielos Krisjanis Valdemars, atacado en el primer convoy, abandonó la zona barrida por los dragaminas mientras esquivaba bombas de aviación y se hundió como consecuencia de la explosión de una mina. 
En cabo Juminda, el buque de mando de la flota el Vironia fue atacado y dañado, alrededor de las 22ː00h chocó contra una mina y se fue a pique mientras muchos de sus pasajeros cantaban la Internacional, junto con el buque de rescate Saturno. Dañado por un avión, fue volado por una mina y el transporte Alev se hundió. De las 1280 personas que iban a bordo del Vironia, incluidas 800 heridos, solo seis fueron rescatados. Un comisario político que presenció la tragedia desde un dragaminas cercano exclamó «Quién iba a suponer que nos ahogaríamos de aquella forma... ¿dónde están nuestros aviones?»
Con el inicio de la oscuridad, el destacamento de las fuerzas principales entró en un denso campo de minas establecido por los alemanes y los finlandeses. Aproximadamente a las 20:00h, el dragaminas Krab explotó y se hundió. Tres de los cinco dragaminas del destacamento perdieron sus redes de arrastre. Después de estos problemas, el submarino S-5 explotó al chocar con una mina, casi toda la tripulación murió. El destructor Yakov Sverdlov chocó contra otra mina y también se hundió, murió la mayor parte de la tripulación, el destructor Gordy resultó gravemente dañado y tuvo que ser remolcado. 

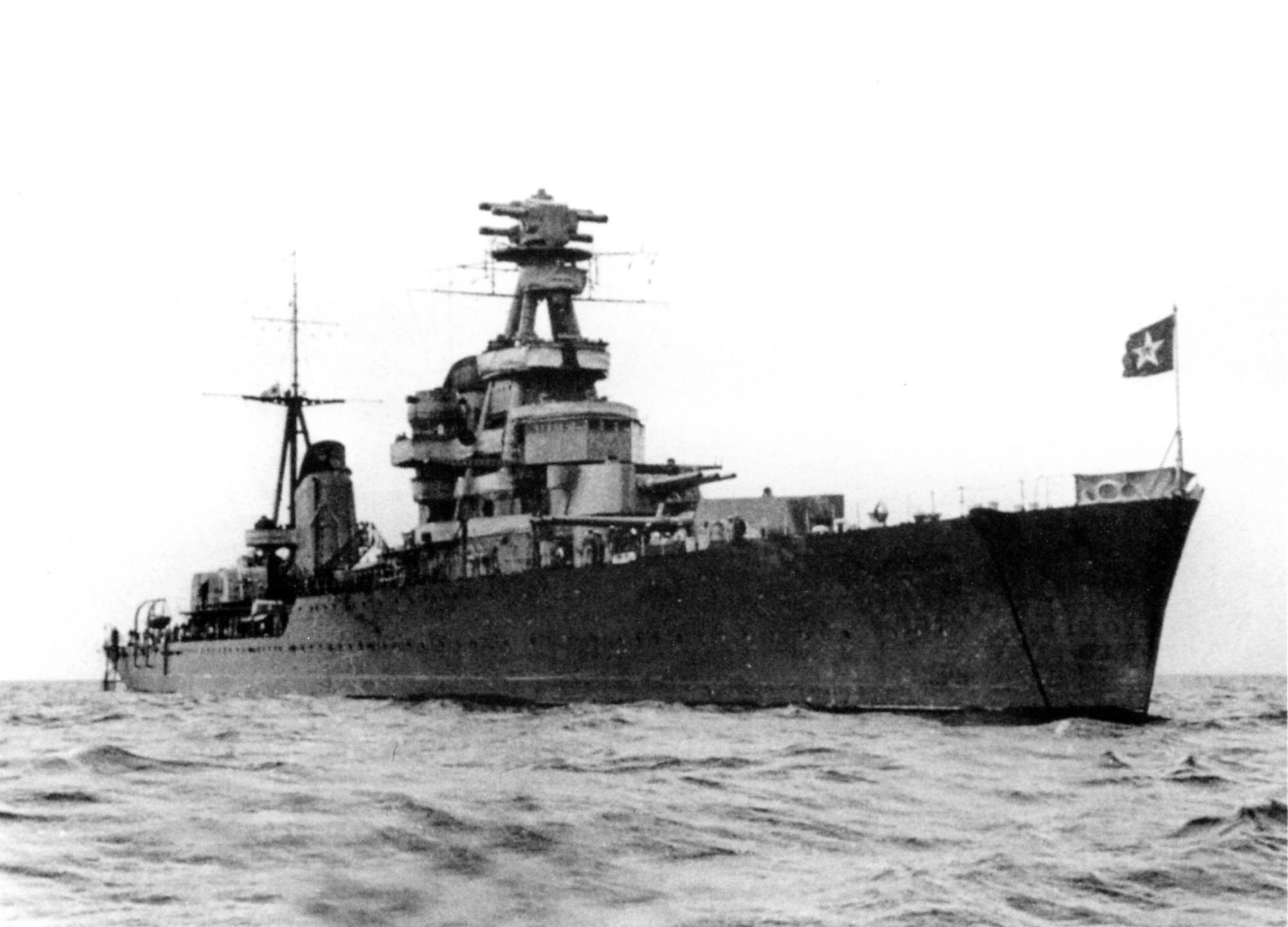
Crucero Kirov, buque insignia del Almirante Vladímir Tríbuts

Alrededor de las 21:00h, cuatro de los cinco dragaminas del destacamento de cobertura se separaron y se unieron al destacamento de la fuerza principal, ignorando las órdenes del comandante del destacamento. Después de esto, el destructor Skory explotó y se hundió. En el destacamento de cobertura; los destructores Minsk y Slavny resultaron gravemente dañados como resultado de sendas explosiones. Siguiendo sin dragaminas, en patrullas de guardia, la retaguardia perdió a los destructores Kalinin, Artyom, Volodarsky (junto con toda la tripulación y pasajeros), las lanchas patrulleras Cyclone y Sneg se hundieron tras chocar contra varias minas. El transporte de carga «Ella» con 905 personas a bordo explotó, presumiblemente por una mina, incluidos 693 heridos, 49 personas fueron rescatadas. El Transporte Everith que llevaba la guarnición de la isla Naissaar a bordo, unas 1500 personas, se hundió unos minutos después de la explosión. No se salvaron más que diez personas. En estas condiciones, el comandante de la flota el almirante Vladímir Tríbuts ordenó anclar antes del amanecer. Esta decisión se tomó después de que el destacamento de las fuerzas principales hubiera pasado el campo de minas alemán.  
Aproximadamente a las 4ː00h, dos buques torpederos finlandeses hundieron la goleta a motor Atta con un torpedo, y luego alrededor de las 6:00h capturaron dos remolcadores desarmados (el I-18 y el Paldiski), entregándolos a Helsinki. Aproximadamente entre las 6.00h y las 6ː20h de la mañana, los destructores Minsk y Leningrado dispararon sin éxito contra varios buques torpederos sin identificar. Presumiblemente, estos eran los mismos barcos finlandeses. 
En ese momento, cuando la flota estaba fondeando para pasar la noche del 28 al 29 de agosto, la flota ya había perdido 26 barcos y embarcaciones (cinco destructores, tres transportes, un rompehielos, dos remolcadores, dos dragaminas, dos submarinos, una cañonera, dos patrulleras, un barco hospital, un buque de rescate, un barco de mando y tres barcazas), cinco embarcaciones habían resultado dañadas (cuatro destructores y un transporte) y dos embarcaciones habían sido capturadas por el enemigo, faltaba una barcaza.

### 29 de agosto

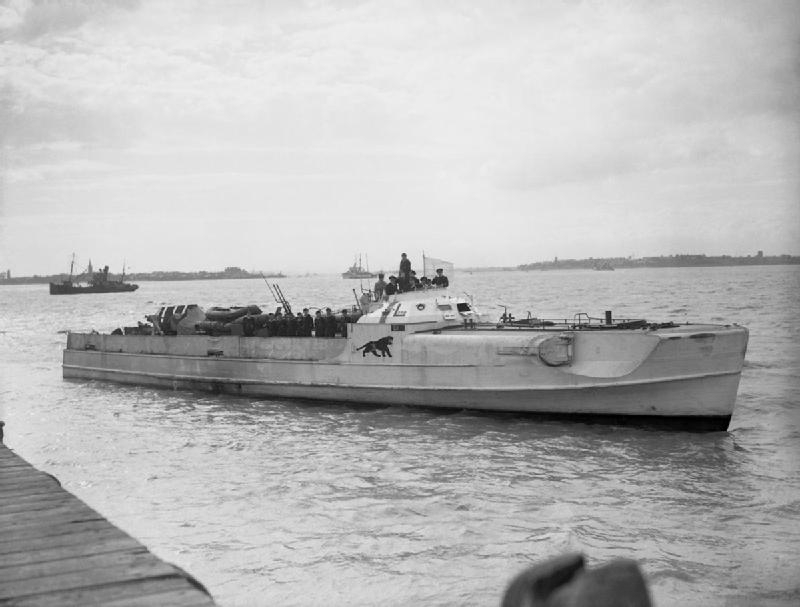
Lancha torpedera alemana de clase Schnellboot

Con el inicio del amanecer (a las 5ː40h), los buques de guerra de los destacamentos de las fuerzas principales, cobertura y retaguardia levaron anclas y a toda velocidad, hasta 27 nudos, se dirigieron a Kronstadt abandonando a su suerte a los buques de transporte, mucho más lentos. El destructor Surovy acompañó al dañado Gordy, el destructor Svirepy remolcó al Gordy. El crucero Kirov y el destructor Smetlivy permanecieron en el destacamento de las fuerzas principales y el destructor líder Leningrado en el destacamento de cobertura. Alrededor de las 6:30h, los buques torpederos terminaron de rescatar a los supervivientes del transporte Luga e intentaron en vano hundirlo con fuego de artillería, la ubicación del transporte fue posteriormente detectada por la batería costera alemana ubicada en la península de Juminda, que hundió el transporte vacío.  
Hasta el momento en que los barcos y convoyes abandonaron la zona del campo de minas (alrededor de las 9ː40h) la mañana del 29 de agosto, el barco patrulla Sneg, el transporte Baljash, el barco de rescate Kolyvan y dos barcos no identificados (presumiblemente el barco mensajero Júpiter y el remolcador Vilmi) habían sido hundidos. 
Pero lo peor estaba por venir. A las 5ː30h, apareció el primer avión alemán sobre los convoyes, luego aparecieron varios aviones exploradores y desde las 7ː00h, comenzaron los ataques aéreos continuos. Aprovechando la proximidad de sus aeródromos (no más de 100 kilómetros) y la ausencia casi total de la aviación soviética, la aviación alemana atacó los convoyes que avanzaban a baja velocidad, que, además, tenían muy pocas armas antiaéreas. Prácticamente sin una resistencia al fuego seria, los alemanes eligieron los objetivos más grandes. Cerca de la isla de Rodsher a las 13ː15h destruyeron el transporte Ausma con la guarnición de Paldiski, unos 1200 soldados. A las 15ː10h se hundió el transporte Tobol, a las 16ː15h, el transporte Kalpaks (después de más de cuarenta ataques aéreos, murieron más de 1100 personas, incluidas 700 heridos), a las 18ː00h, el transporte Alev, a las 18ː00h, el transporte Hatis Kronvalds, a las 18ː20h, el petrolero n.º 12, a las 20ː30h. el transporte Segundo Plan Quinquenal, después de las 21ː00h, el transporte Vormsi y el remolcador Venta. 

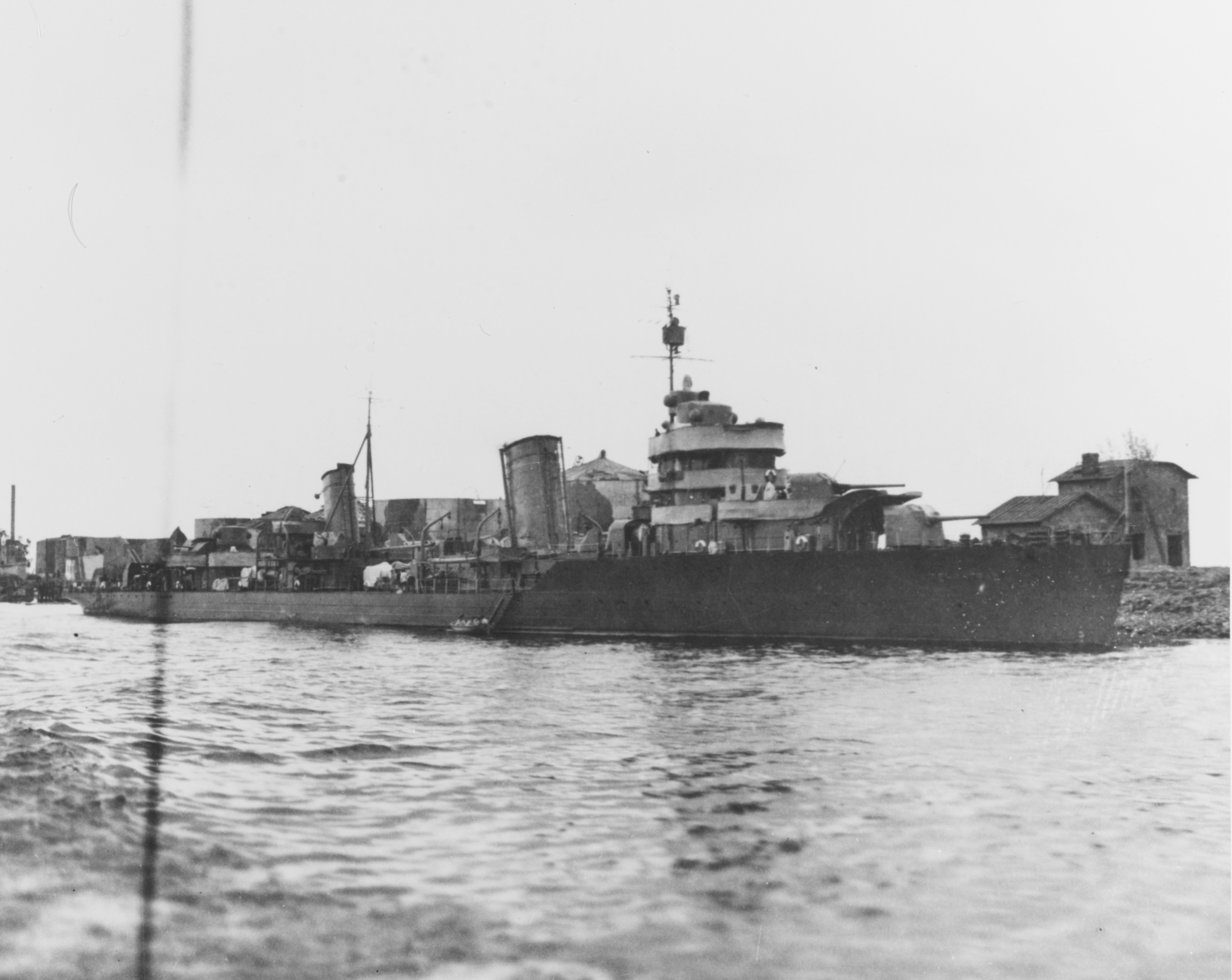
Destructor soviético Leningrado, buque que tuvo un destacado papel en la evacuación de Tallin

Además, los transportes Iván Papanin, Lake Lucerne, el taller flotante Serp i Molot con los últimos equipos y una gran cantidad de repuestos para los mecanismos de los barcos, especialmente para los submarinos, resultaron gravemente dañados y embarrancaron en las islas. del Golfo de Finlandia. Los transportes "Skrunda", "Järvamaa", "Siauliai" resultaron dañados. Todos ellos fueron rematados por aviones alemanes al día siguiente. Además, el cañonero "Argun", el submarino "Kalev", el remolcador rompehielos "Tasuya", el transporte "Kazajistán" y el torpedero TKA-74 sufrieron daños, pero llegaron o fueron remolcados a Kronstadt. Faltaban dos barcos mercantes más y el Buque Q "Hiusaar" fue arrojado por las olas a la orilla de la isla de Gogland. 
Los barcos de las fuerzas principales comenzaron a llegar a Kronstadt entre las 17 y 20 horas del 29 de agosto. Hasta el final de la jornada del 29 de agosto llegaron allí 24 barcos y embarcaciones, el mismo día llegaron a la base en la isla de Gogland dieciséis pequeñas embarcaciones. 
Ese día, 29 de agosto, murió el mayor número de soldados y civiles evacuados. Al mismo tiempo, las heroicas acciones de las tripulaciones de los barcos restantes y embarcaciones bajo el fuego de aviones enemigos salvaron a más de 9300 personas en el mar, más de 6100 personas desembarcaron en la isla de Gogland de los barcos incendiados o remolcados que se acercaban a ella. Para salvar a la gente en el mar, se enviaron barcos desde Kronstadt, desde Gogland y desde la isla de Lavensaari, que salvaron a miles de vidas. 
La aviación de la Flota del Báltico actuó de manera errática, solo envió pequeñas fuerzas, no en el área de operación de las principales fuerzas de la aviación alemana, no proporcionó cobertura para los transportes, voló más sobre los destacamentos de las fuerzas principales y de cobertura.

### 30 de agosto y días posteriores
Ese día, los destacamentos y los barcos supervivientes dispersos continuaron llegando a Kronstadt: solo 107 unidades. La aviación alemana bombardeó las islas de Gogland y Lavensaari, acabando con transportes previamente dañados que habían estado en su poder (seis unidades se rompieron y hundieron). El mismo día, comenzó el transporte de soldados, miembros del equipo y ciudadanos rescatados de Gogland a Kronstadt y Leningrado. 87 unidades de la flota participaron en esta operación. En total, hasta el final de su evacuación el 7 de septiembre de 1941, se desembarcaron 11.049 personas.

## Pérdidas

### Pérdidas de la Luftwaffe
Las pérdidas totales del comando Ostsee ascendieron a diez aviones: siete Junkers Ju 88 y uno cada Arado Ar 95, Arado Ar 96 y Bv-138. Tres aviones más resultaron dañados, pero pudieron regresar a sus bases. El mayor daño lo sufrió el grupo aéreo KGr.806, que perdió cinco bombarderos Ju-88 Según otras fuentes, las pérdidas de la Luftwaffe ascendieron a solo tres aviones, uno de los cuales fue derribado por fuego antiaéreo desde barcos, el segundo - por la Fuerza Aérea, el tercero se estrelló durante el aterrizaje por los daños recibidos.  

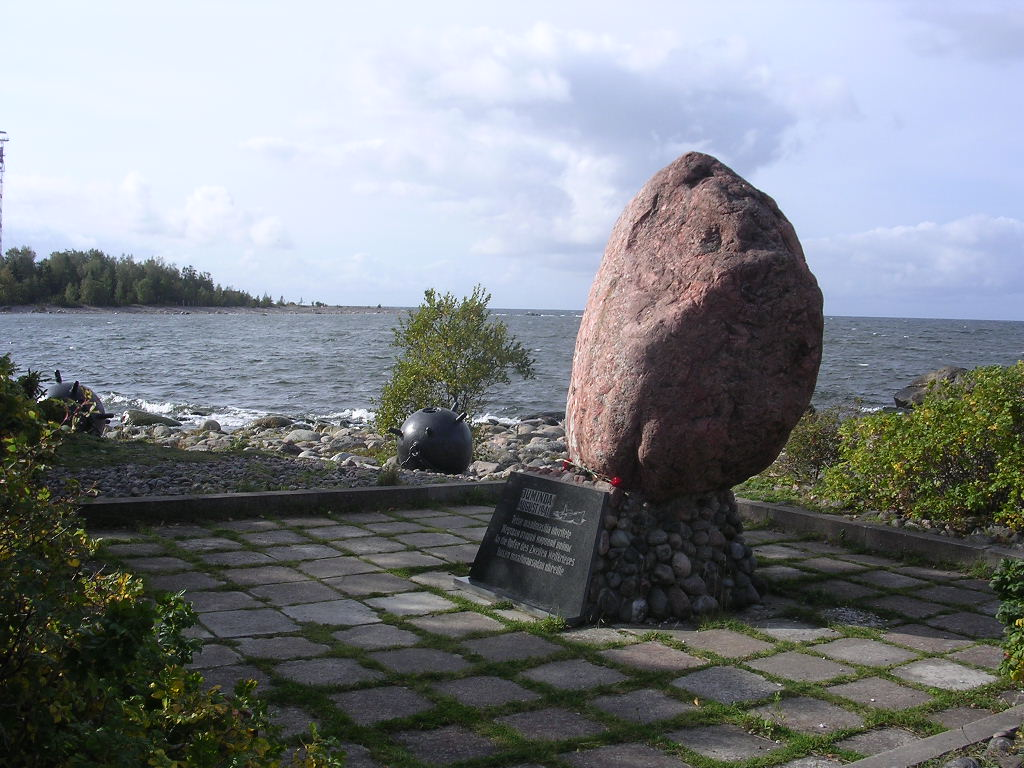
Monumento a los muertos en el cabo Juminda, Estonia

### Pérdidas soviéticas
Las pérdidas en buques de guerra durante el paso de Tallin ascendieron a 19 unidades:
- 5 destructores (Skory, Artem, Volodarski, Kalinin, Yakov Sverdlov),
- 2 submarinos (S-5, Shch-301),
- 3 barcos de patrulla ("Snow", "Topaz", "Cyclone"),
- 2 dragaminas (n.º 56 "Barómetro", n.º 71 "Cangrejo"),
- 1 cañonera (I-8),
- 2 lanchas patrulleras (n.º 197zav, PK-233),
- 1 barco torpedo (n.º 103),
- 2 barcos fronterizos (K-290, K-297),
- 1 Buque Q ("Hiyusaar").

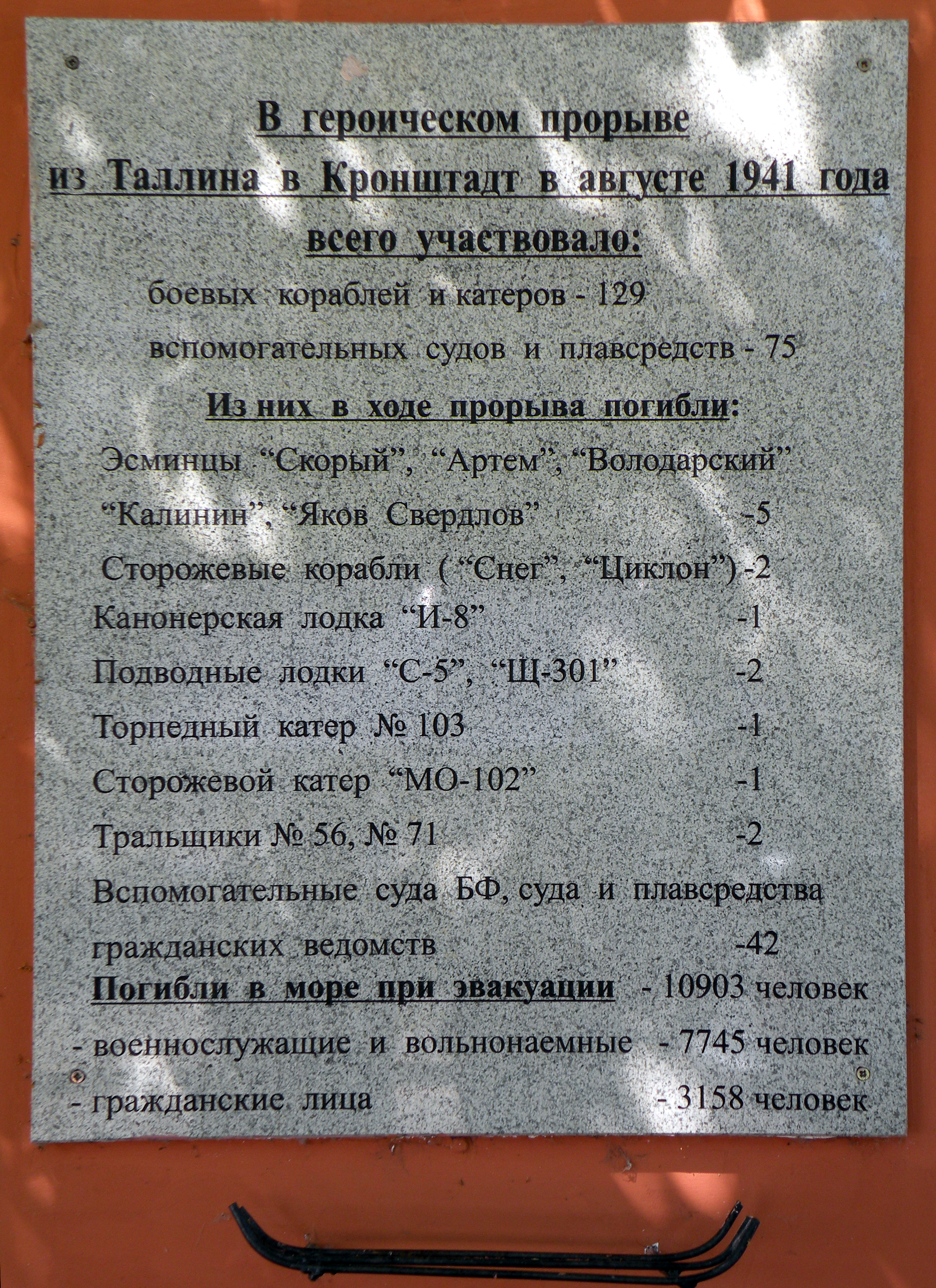
Placa conmemorativa en el cabo Jumilla en honor a los muertos

Las pérdidas de transportes y embarcaciones auxiliares ascendieron a 43 unidades:
- 1 Buque de mando: (Vironia)
- 1 Petrolero: TN-12
- 1 rompehielos (Krisjanis Valdemars),
- 7 remolcadores (OLS-7 "Kolyma", LP-5 - también conocido como S-101, "Vilmi", KP-18, "Venta", I-18, "Paldiski"),
- 2 barcos de rescate ("Saturno", "Kolyvan"),
- 1 taller flotante "Serp i Molot",
- 1 Goleta motorizado: (Tiir)
- 1 barco hidrográfico ("Vostok"),
- 1 barco de mensajería ("Júpiter"),
- 1 barcaza autopropulsada TT-1,
- 2 barcos (VR-6, Sh-1),
- 2 barcazas (TT-1, NB-21),
- 3 lanchas (N.º 56 "Mecanizador", N.º 61 "Capitán", N.º 62 "Veino").
- 18 transportes (Everita, Luga, Iván Papanin, Yarvamaa, Alev, Kalpaks, M.S. Petergof (Peterhof), Atis Kronvaldis, Balkhash, Naissar, Ergonautis, Tobol, Ausma, Skrunda, "Segundo plan quinquenal", Ella, Siauliai, Lago de Lucerna, Vormsi).[13]

De un total de 62 buques de guerra, transportes y embarcaciones auxiliares, perdidas las causas de su hundimiento son las siguientes: 
- Destruidos por minasː 31 (15 buques de guerra y 16 transportes y buques auxiliares),
- Aviones enemigos: 19 transportes y barcos auxiliares,
- Artillería costera - 1 transporte,
- hundimiento por un torpedo por un barco enemigo - 1 barco,
- Accidente (colisión con otro barco mientras esquivaba bombas) - 5 (1 barco de guerra y 4 barcos),
- Se desconoce la causa: 3 (2 barcos y 1 barco).

Según la investigación de RA Zubkov, 41.992 personas salieron de Tallin (incluidas tripulaciones, tropas y civiles), de ellos 26.881 personas llegaron a Kronstadt, 15.111 personas murieron (8.600 militares y 143 de la marina civil, 1.740 soldados de las fuerzas terrestres, 4.628 civiles).
El mayor número de personas murió en el transporte Balkhash (3.815 personas), el barco de mando de Vironia (2259 personas), los transportes Alev, Atis Kronvaldis, Karpaks y Jarvamaa (para los cuatro - 2.528 personas), transporte "Everita" (1.550 personas), "Naissaar" (1.500 personas), transporte dañado "Kazajistán" (al menos 600 personas), transporte "Ella" (602 personas).

## Conclusión
A pesar de las enormes perdidas, la mayoría de los barcos de la Flota del Báltico llegaron a Kronstadt y participaron en la defensa de Leningrado, apoyando a las unidades terrestres con fuego de artillería y destacamentos de marineros. Su actuación fue determinante para evitar la caída de la ciudad.
El 28 de agosto de 1941, durante la evacuación de Tallin en el destructor Yakov Sverdlov, murió el primer presidente del Consejo de Comisarios del Pueblo de la RSS de Estonia, Johannes Lauristin. Su destructor fue volado por una mina.    
La Flota del Báltico Bandera Roja sufrió las mayores pérdidas junto al cabo Juminda, varias docenas de barcos están ahora bajo el agua. En el propio cabo, se erigió un monumento en memoria de esos eventos: una roca de granito y una placa conmemorativa rodeada de minas marinas.